# Linapacan
Linapacan é um município de  quinta classe de renda municipal (d) na província de Palauã, nas Filipinas. De acordo com o censo de 1 de maio  de  2020 possui uma população de 16 424 pessoas e 3 847 domicílios.